# Középpontos sokszögszámok
A középpontos sokszögszámok a figurális számok egy fajtája. Olyan alakzatokat jellemeznek, ahol a középpontban egy pont van, és azt sokszög alakú pontrétegek veszik körül. Adott réteg minden oldala eggyel több pontot tartalmaz, mint a korábbi réteg, így a második sokszögrétegtől kezdve egy középpontos k-szögszám minden rétege k-val több pontot tartalmaz a korábbinál.

## Példák
Mindegyik sorozat előáll a háromszögszám valahányszorosához 1-et hozzáadva. Például a középpontos négyzetszámok a háromszögszám négyszerese plusz 1 képlettel állnak elő.
A sorozatok:
- középpontos háromszögszámok  1,4,10,19,31,... (A005448 sorozat az OEIS-ben)
- középpontos négyzetszámok 1,5,13,25,41,... ( A001844)
- középpontos ötszögszámok 1,6,16,31,51,... ( A005891)
- középpontos hatszögszámok 1,7,19,37,61,... ( A003215)
- középpontos hétszögszámok 1,8,22,43,71,... ( A069099)
- középpontos nyolcszögszámok 1,9,25,49,81,... ( A016754)
- középpontos kilencszögszámok 1,10,28,55,91,... ( A060544
- középpontos tízszögszámok 1,11,31,61,101,... ( A062786)

s.í.t.
A következő ábrák középpontos sokszögszámok vannak, megrajzolásuk folyamatát is bemutatva. Érdemes összehasonlítani a sokszögszámok cikkben található ábrákkal.

### Középpontos négyzetszámok
| 1 |  | 5                 |  | 13                                                |  | 25                                                                                                |
| - |  | ----------------- |  | ------------------------------------------------- |  | ------------------------------------------------------------------------------------------------- |
| * |  | * · * · * · * · * |  | * · * · * · * · * · * · * · * · * · * · * · * · * |  | * · * · * · * · * · * · * · * · * · * · * · * · * · * · * · * · * · * · * · * · * · * · * · * · * |

### Középpontos hatszögszámok
| 1 |  | 7                         |  | 19                                                                        |  | 37 |
| - |  | ------------------------- |  | ------------------------------------------------------------------------- |  | --- |
| * |  | * · * · * · * · * · * · * |  | * · * · * · * · * · * · * · * · * · * · * · * · * · * · * · * · * · * · * |  | * · * · * · * · * · * · * · * · * · * · * · * · * · * · * · * · * · * · * · * · * · * · * · * · * · * · * · * · * · * · * · * · * · * · * · * · * |

## Képlet
Ahogy a fenti ábrákból látható, az n-edik középpontos k-szögszám megkapható, ha az (n−1)-edik háromszögszámból k másolatot helyezünk el egy középpont körül; ezért az n-edik középpontos k-szögszám kifejezhető így:
{\displaystyle C_{k,n}={\frac {kn}{2}}(n-1)+1.}
Ahogy a sima sokszögszámoknál is, az első k-szögszám mindig 1. Tehát bármilyen k számra 1 egyaránt k-szögszám és középpontos k-szögszám. A következő olyan szám, ami egyaránt k-szögszám és középpontos k-szögszám a következő képlettel számolható:
{\displaystyle {\frac {k^{2}}{2}}(k-1)+1}
ami szerint a 10 háromszögszám és középpontos háromszögszám, a 25 négyzetszám és középpontos négyzetszám stb.
Amíg a p prímszámok nem lehetnek sokszögszámok (eltekintve a triviális ténytől, hogy minden p a második p-szögszám), a középpontos sokszögszámok között sok prímszám található.

## Fordítás
- Ez a szócikk részben vagy egészben a Centered polygonal number című angol Wikipédia-szócikk ezen változatának fordításán alapul.  Az eredeti cikk szerkesztőit annak laptörténete sorolja fel. Ez a jelzés csupán a megfogalmazás eredetét és a szerzői jogokat jelzi, nem szolgál a cikkben szereplő információk forrásmegjelöléseként.